# Dorien Wilson
Dorien Wilson (Lompoc, 5 de julho de 1963) é um ator estadunidense.